# Stockholm Mean Machines
Stockholm Mean Machines (español: Maquinaria maléfica de Estocolmo) es un equipo de fútbol americano de Estocolmo, provincia de Estocolmo (Suecia).

## Historia
El equipo fue creado en 1982 con el nombre de Danderyd Mean Machines. En 1990 ganaron su primer campeonato nacional de liga, y actualmente son el equipo sueco con mayor número de campeonatos de liga. En 1995 se mudaron a Estocolmo y cambiaron su nombre al actual Stockholm Mean Machines.